# هیرلربان
هیرلربان (به هلندی: Heerlerbaan) یک منطقهٔ مسکونی در هلند است که در هیرلن واقع شده‌است. هیرلربان ۹٬۸۷۲ نفر جمعیت دارد.